# Simakiwka
Simakiwka (ukr. Сімаківка) – wieś na Ukrainie, w obwodzie żytomierskim, w rejonie nowogrodzkim. W 2001 liczyła 569 mieszkańców, wśród których 564 jako ojczysty język wskazało ukraiński, a 5 rosyjski.